# قرش قطي
القروش القطية "Scyliorhinidae" (بالإنجليزية: Catshark)‏ هي إحدى فصائل أسماك القرش، والتي تتكون من أكثر من 100 نوع معروف. تعرف بعض أنواع هذه الفصيلة بكلاب البحر بشكل عام، رغم أن كلاب البحر «الحقيقية» تنتمي إلى فصيلة أخرى، ويمكن التمييز بينهما في افتقار كلاب البحر لوجود زعنفة شرجية. إلى جانب كونها إحدى أكبر فصائل أسماك القرش، تضم فصيلة القرش القطي أحد أكبر أجناس أسماك القرش، وهي جنس "Apristurus"، والتي تعرف أيضاً بجنس القروش القطية الشبحية، وهي تضم على الأقل 24، وربما 47 نوعاً تقريباً.

## المواصفات
معظم القروش القطية صغيرة الحجم، حيث لا تتجاوز في طولها المتر الواحد، ولها أعين شبيهة بالقطط، وزعنفتان ظهريتان في المنطقة الخلفية من الجسم، وخمسة فتحات خيشومية. معظم القروش القطية بيوضة، وتضع محافظ مستطيلة الشكل ذات معاليق جعدة، والتي تعرف باسم محفظة الحواري، باستثناء بعض الأنواع، التي تبقي البيض داخل أجسامها حتى ينمو الصغار، ويتغذون بذلك على مح البيض.
تستوطن القروش القطية البحار المعتدلة والاستوائية، وهي تعيش في الأعماق بالقرب من قاع البحار، وتتغذى على الأسماك واللافقاريات.

## الأساليب الدفاعية
لبعض أنواع القروش القطية أساليب معينة في الدفاع عن نفسها، فأسماك جنس "Haploblepharus" تلتف حول نفسها وتغطي رأسها بذيلها، مما أكسبها اسم القروش الخجولة، أما القروش المتورمة البطيئة الحركة، فلها القدرة على مضاعفة حجمها عبر ابتلاع كميات كبيرة من الماء وحجزها في المناطق المتقدمة من معدتها، فتتخذ شكلاً غريباً شبيهاً بالقوس المقلوب، ويزداد حجمها ظاهرياً.

## أصل التسمية
"Scyliorhinidae" ذات أصل إغريقي، بمعنى قرش (Skylla) وأنف (Rhinos).

## الأجناس
- Apristurus
- Asymbolus
- Atelomycterus
- Aulohalaelurus
- Cephaloscyllium
- Cephalurus
- Galeus
- Halaelurus
- Haploblepharus
- Holohalaelurus
- Parmaturus
- Pentanchus
- Poroderma
- Schroederichthys
- Scyliorhinus